# Nymphaea
Genre
Classification phylogénétique

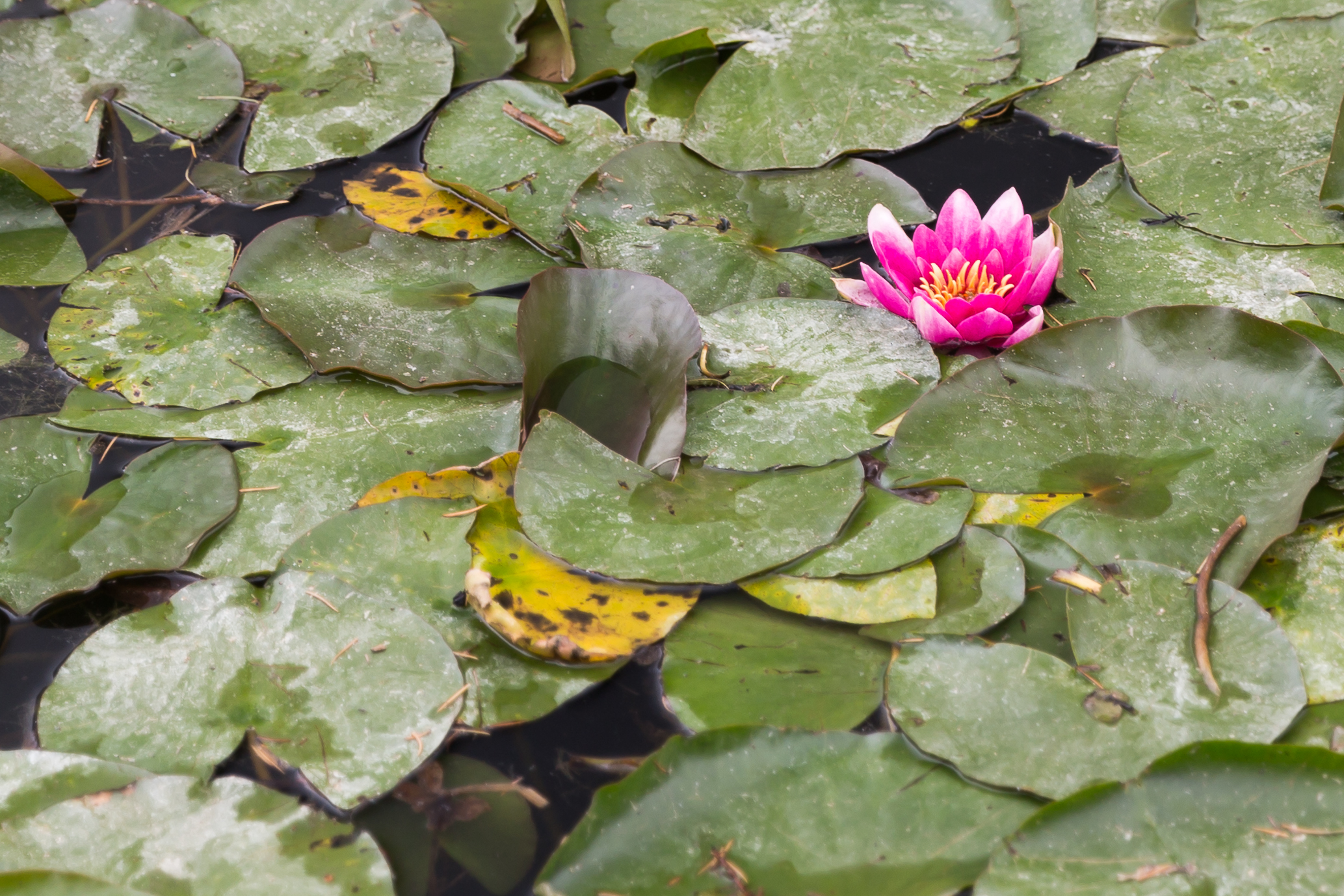
Nymphaea 'René Gérard' au jardin botanique de Lyon, en France.

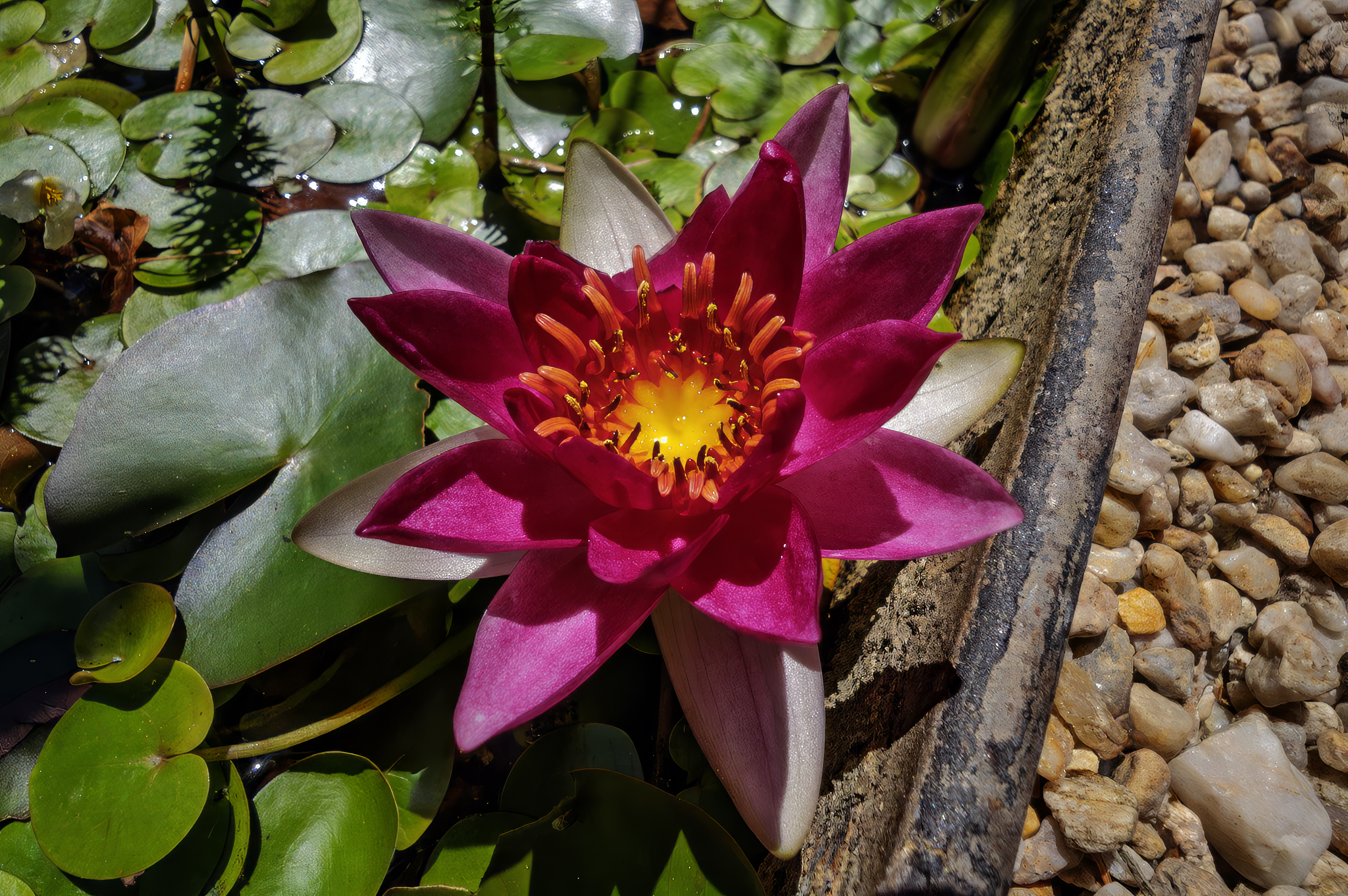
Nymphaea ‘James Brydon’ Jardin du Musée des Amériques à Auch.

Nymphaea est un genre de plantes à fleurs de la famille des Nymphaeaceae. Ce sont des plantes aquatiques. C'est l'un des genres de nénuphars.

## Liste des espèces

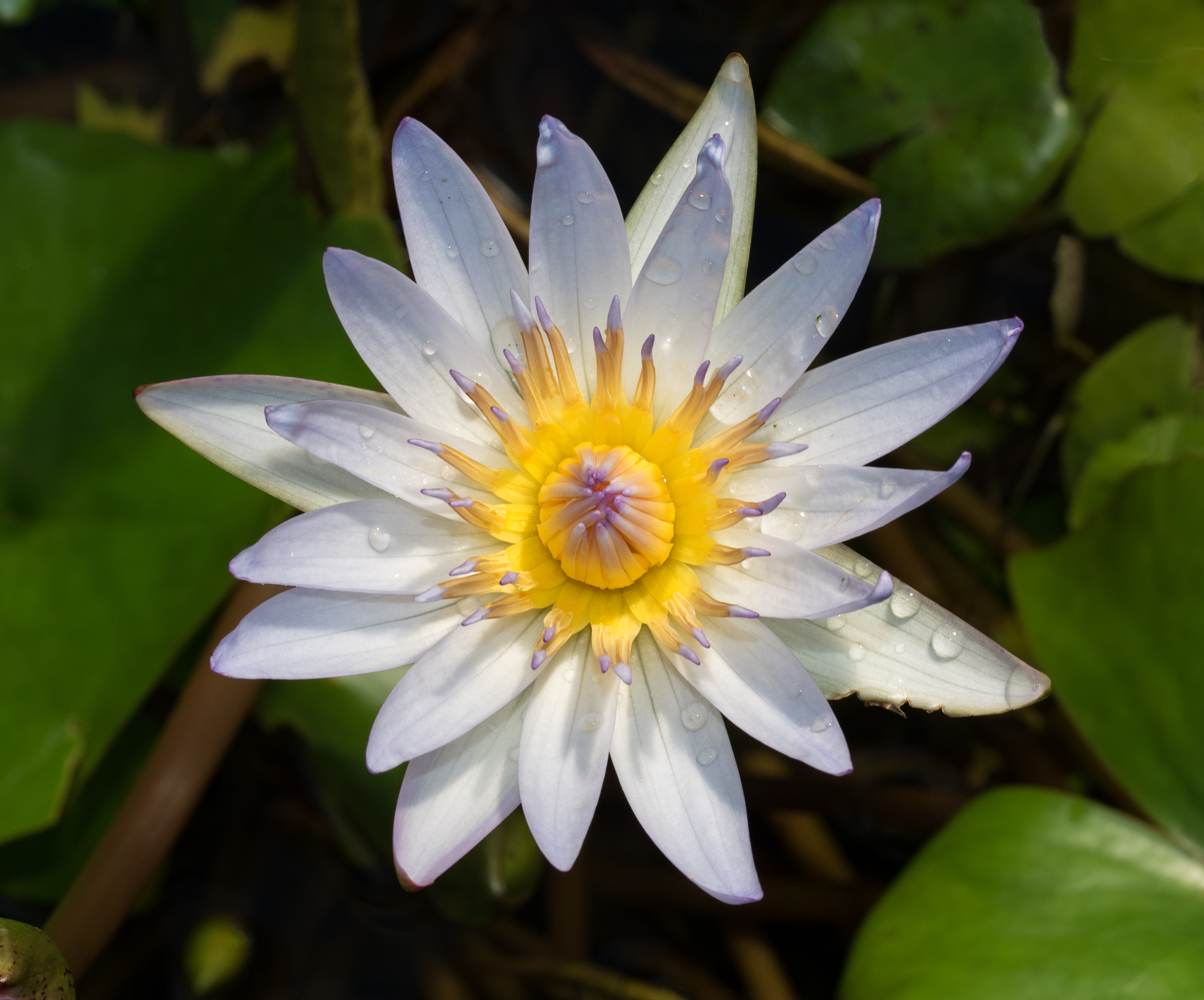
Nymphaea × daubenyana au jardin botanique de Brooklyn.

En janvier 2024, il y a 65 espèces acceptées par la base Plants of the World Online
- Nymphaea abhayana A.Chowdhury & M.Chowdhury
- Nymphaea alba L.
- Nymphaea alexii S.W.L.Jacobs & Hellq.
- Nymphaea amazonum Mart. & Zucc.
- Nymphaea ampla (Salisb.) DC.
- Nymphaea atrans S.W.L.Jacobs
- Nymphaea belophylla Trickett
- Nymphaea × borealis E.G.Camus
- Nymphaea caatingae C.T.Lima & Giul.
- Nymphaea candida C.Presl
- Nymphaea carpentariae S.W.L.Jacobs & Hellq.
- Nymphaea conardii Wiersema
- Nymphaea × daubenyana W.T.Baxter ex Daubeny
- Nymphaea dimorpha I.M.Turner
- Nymphaea divaricata Hutch.
- Nymphaea elegans Hook.
- Nymphaea elleniae S.W.L.Jacobs
- Nymphaea francae C.T.Lima & Giul.
- Nymphaea gardneriana Planch.
- Nymphaea georginae S.W.L.Jacobs & Hellq.
- Nymphaea gigantea Hook.
- Nymphaea glandulifera Rodschied
- Nymphaea gracilis Zucc.
- Nymphaea guineensis Schumach. & Thonn.
- Nymphaea harleyi C.T.Lima & Giul.
- Nymphaea hastifolia Domin
- Nymphaea heudelotii Planch.
- Nymphaea immutabilis S.W.L.Jacobs
- Nymphaea jacobsii Hellq.
- Nymphaea jamesoniana Planch.
- Nymphaea kakaduensis Hellq., A.Leu & M.L.Moody
- Nymphaea kimberleyensis (S.W.L.Jacobs) S.W.L.Jacobs & Hellq.
- Nymphaea lasiophylla Mart. & Zucc.
- Nymphaea leibergii (Morong) Rydb.
- Nymphaea lingulata Wiersema
- Nymphaea loriana Wiersema, Hellq. & Borsch
- Nymphaea lotus L.
- Nymphaea lukei S.W.L.Jacobs & Hellq.
- Nymphaea macrosperma Merr. & L.M.Perry
- Nymphaea maculata Schumach. & Thonn.
- Nymphaea manipurensis Asharani & Biseshwori
- Nymphaea mexicana Zucc.
- Nymphaea 'Detective Erika' (ISG rustique) au jardin jungleNymphaea micrantha Guill. & Perr.
- Nymphaea noelae S.W.L.Jacobs & Hellq.
- Nymphaea nouchali Burm.f.

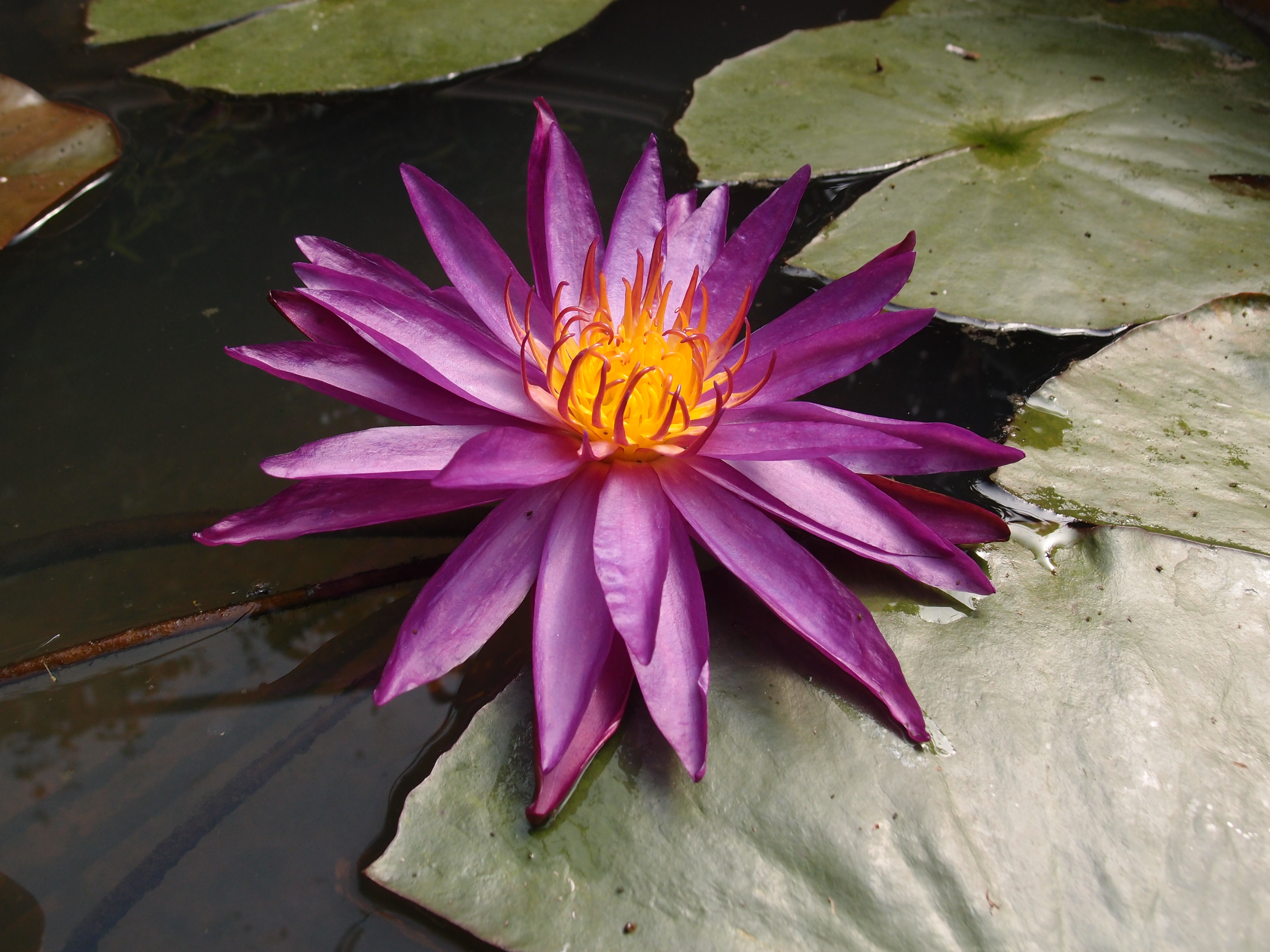
Nymphaea 'Detective Erika' (ISG rustique) au jardin jungle

- Nymphaea novogranatensis Wiersema
- Nymphaea odorata Aiton
- Nymphaea ondinea Löhne, Wiersema & Borsch
- Nymphaea oxypetala Planch.
- Nymphaea paganuccii C.T.Lima & Giul.
- Nymphaea pedersenii (Wiersema) C.T.Lima & Giul.
- Nymphaea potamophila Wiersema
- Nymphaea prolifera Wiersema
- Nymphaea pubescens Willd.
- Nymphaea pulchella DC.
- Nymphaea rapinii C.T.Lima & Giul.
- Nymphaea rubra Roxb. ex Andrews
- Nymphaea rudgeana G.Mey.
- Nymphaea siamensis Puripany.
- Nymphaea stuhlmannii (Engl.) Schweinf. & Gilg
- Nymphaea sulphurea Gilg
- Nymphaea × sundvikii Hiitonen
- Nymphaea tenuinervia Casp.
- Nymphaea tetragona Georgi
- Nymphaea thermarum Eb.Fisch.
- Nymphaea × thiona D.B.Ward
- Nymphaea vanildae C.T.Lima & Giul.
- Nymphaea vaporalis S.W.L.Jacobs & Hellq.
- Nymphaea violacea Lehm.

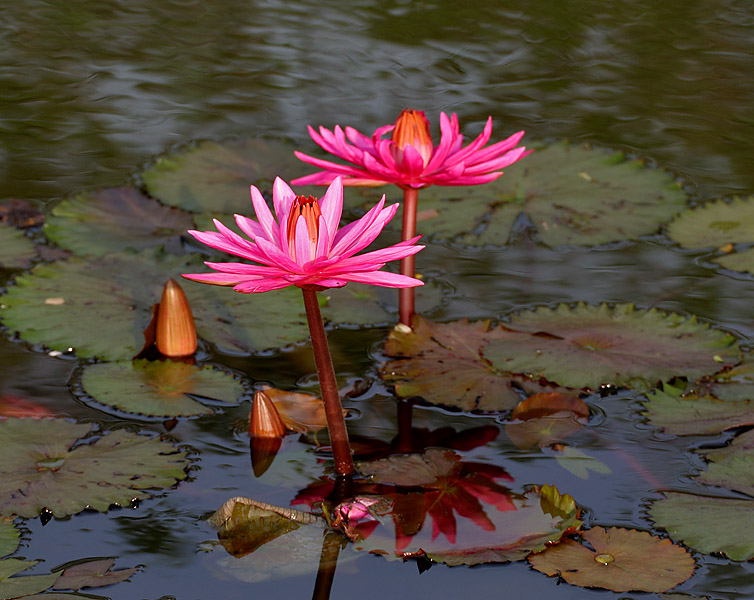
Nymphaea pubescens, Hyderabad, État de Telangana, Inde

Ne pas confondre les Nymphea, appelé parfois Lotus dans la langue commune, avec le Nelumbo nucifera Gaertn. appelé communément Lotus sacré ou Lotus d'Orient, qui appartient à une autre famille, les Nelumbonaceae.

Nymphaea, au Jardin botanique de la reine Sirikit, en Thaïlande.
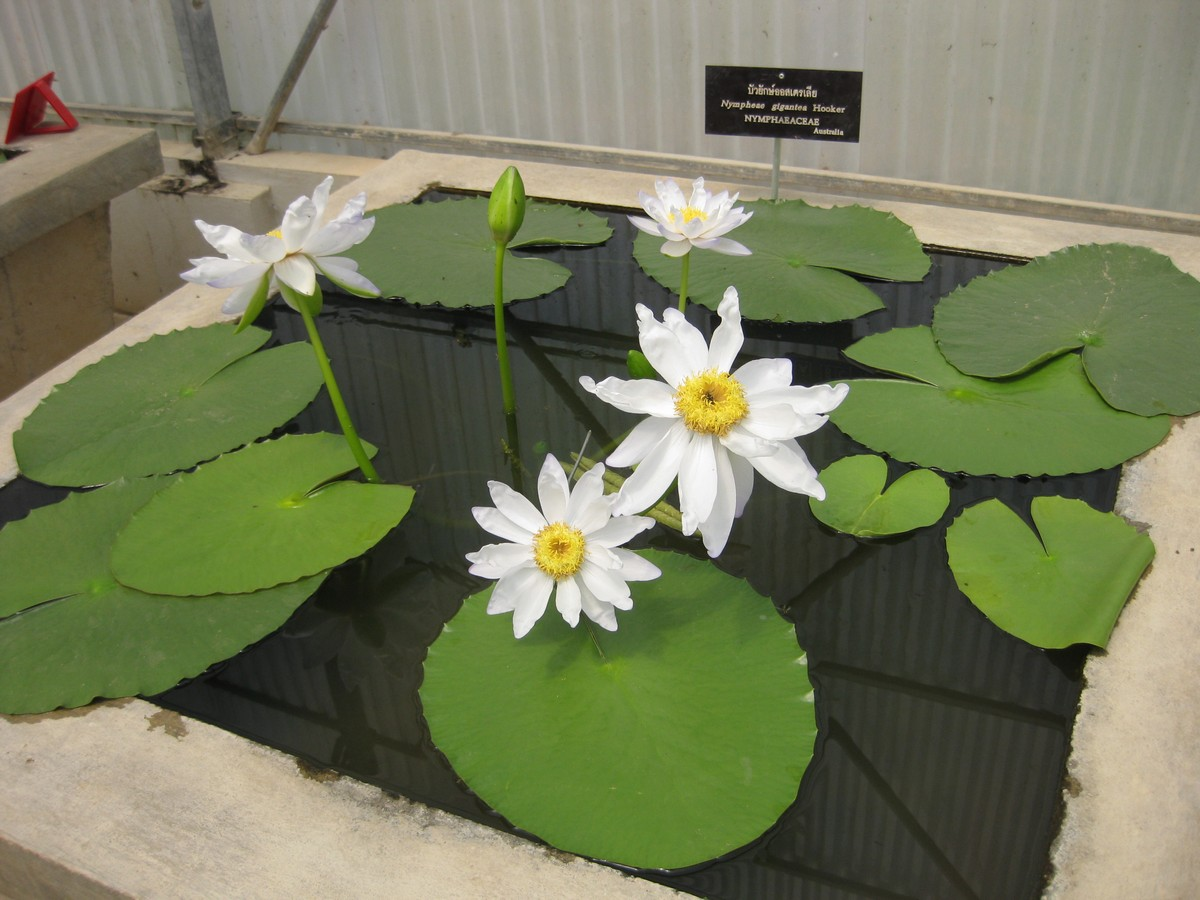
Nymphaea gigantea.
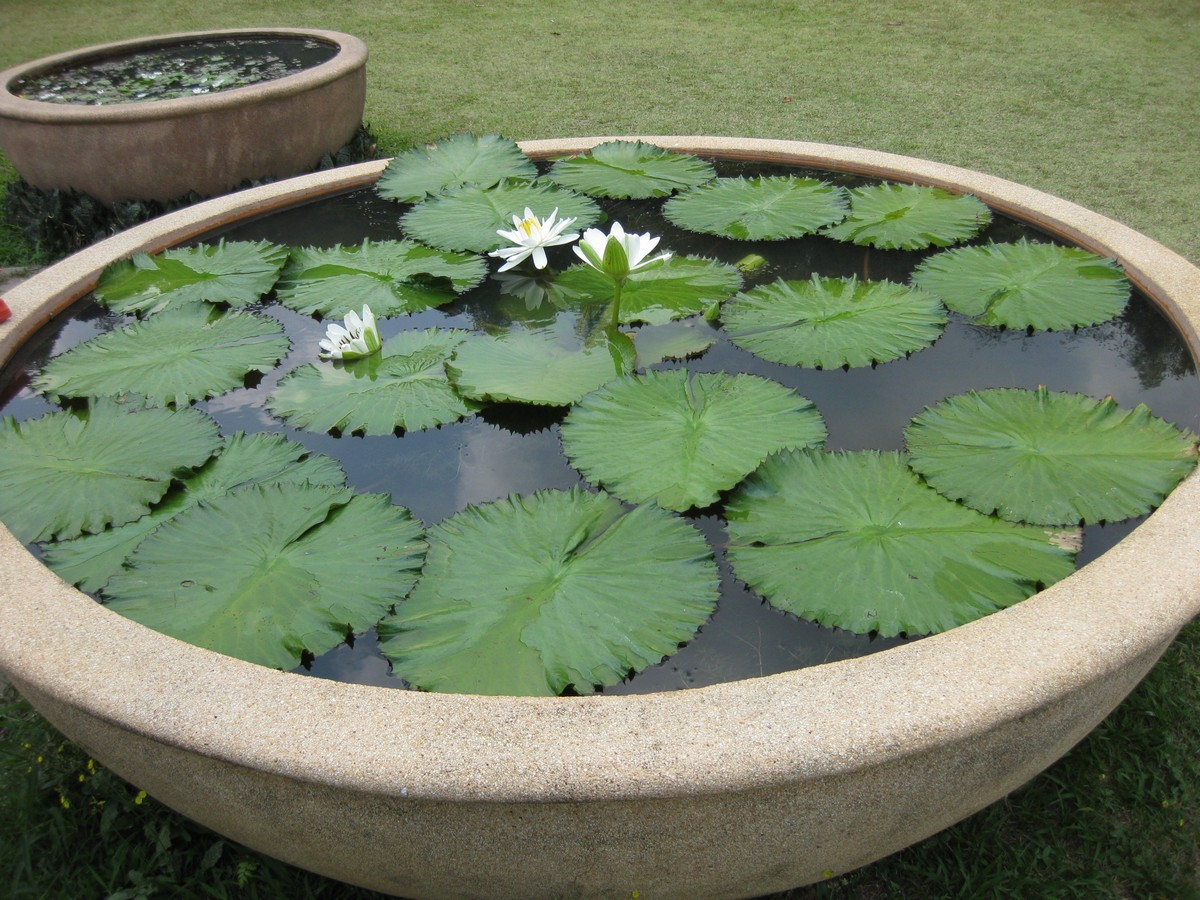
Nymphaea lotus.
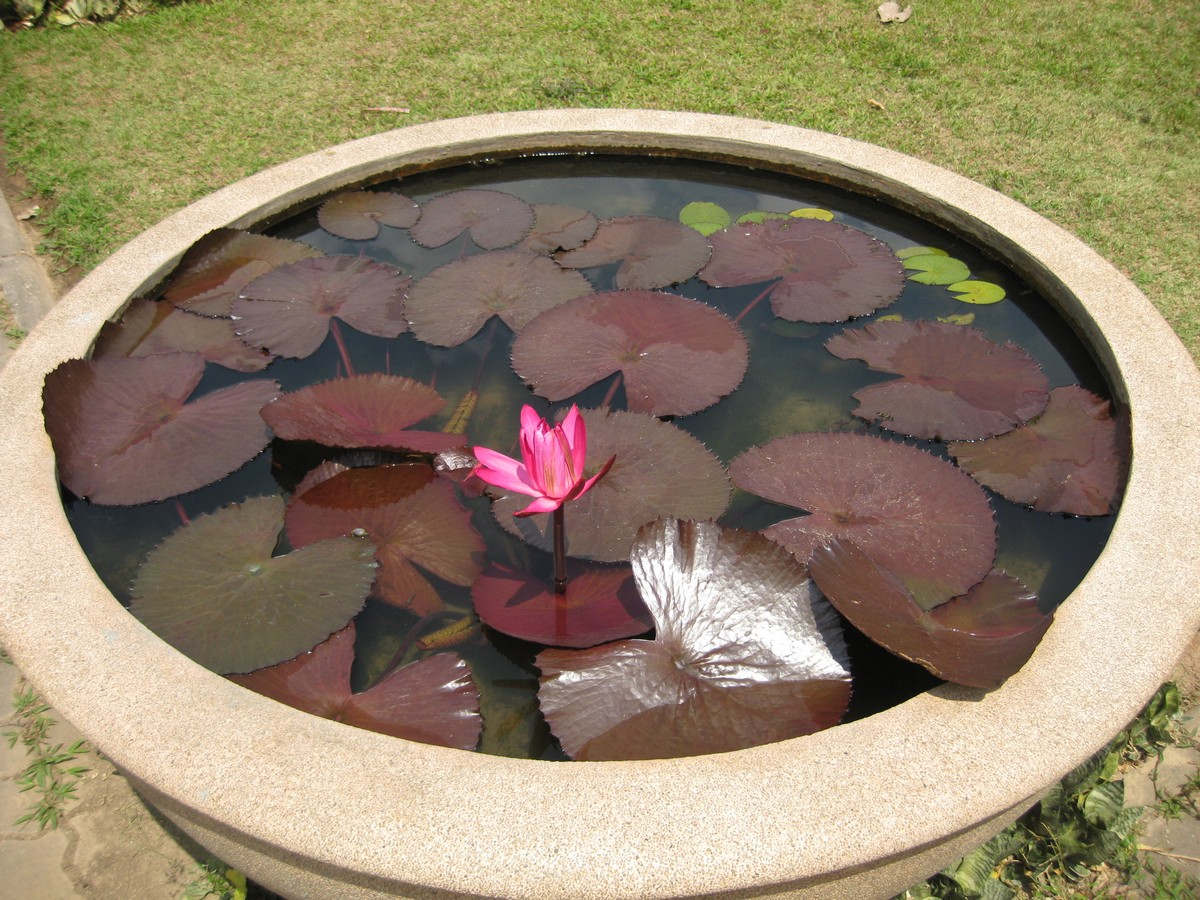
Nymphaea rubra.
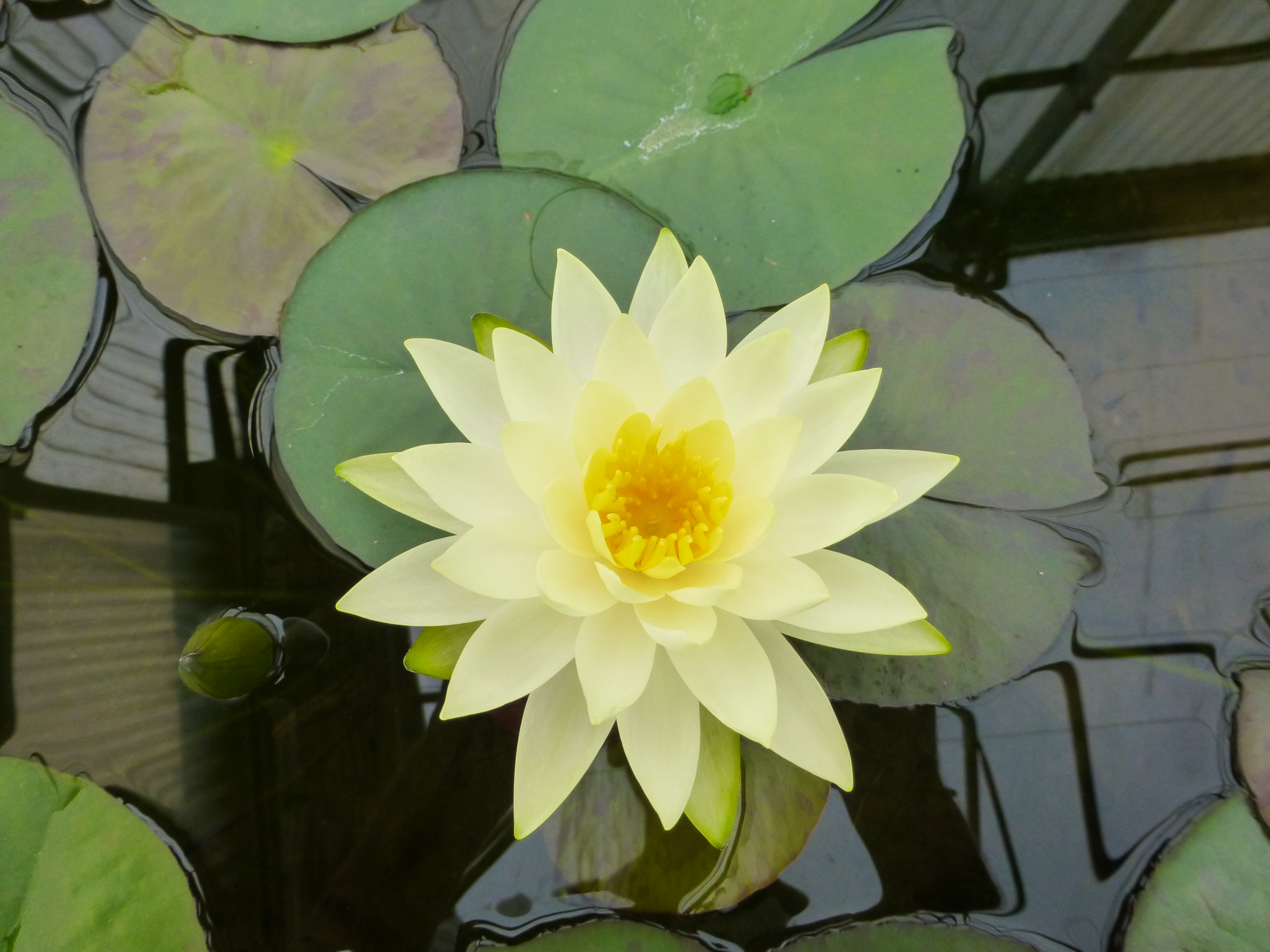
Nymphea "Peaches and Cream".
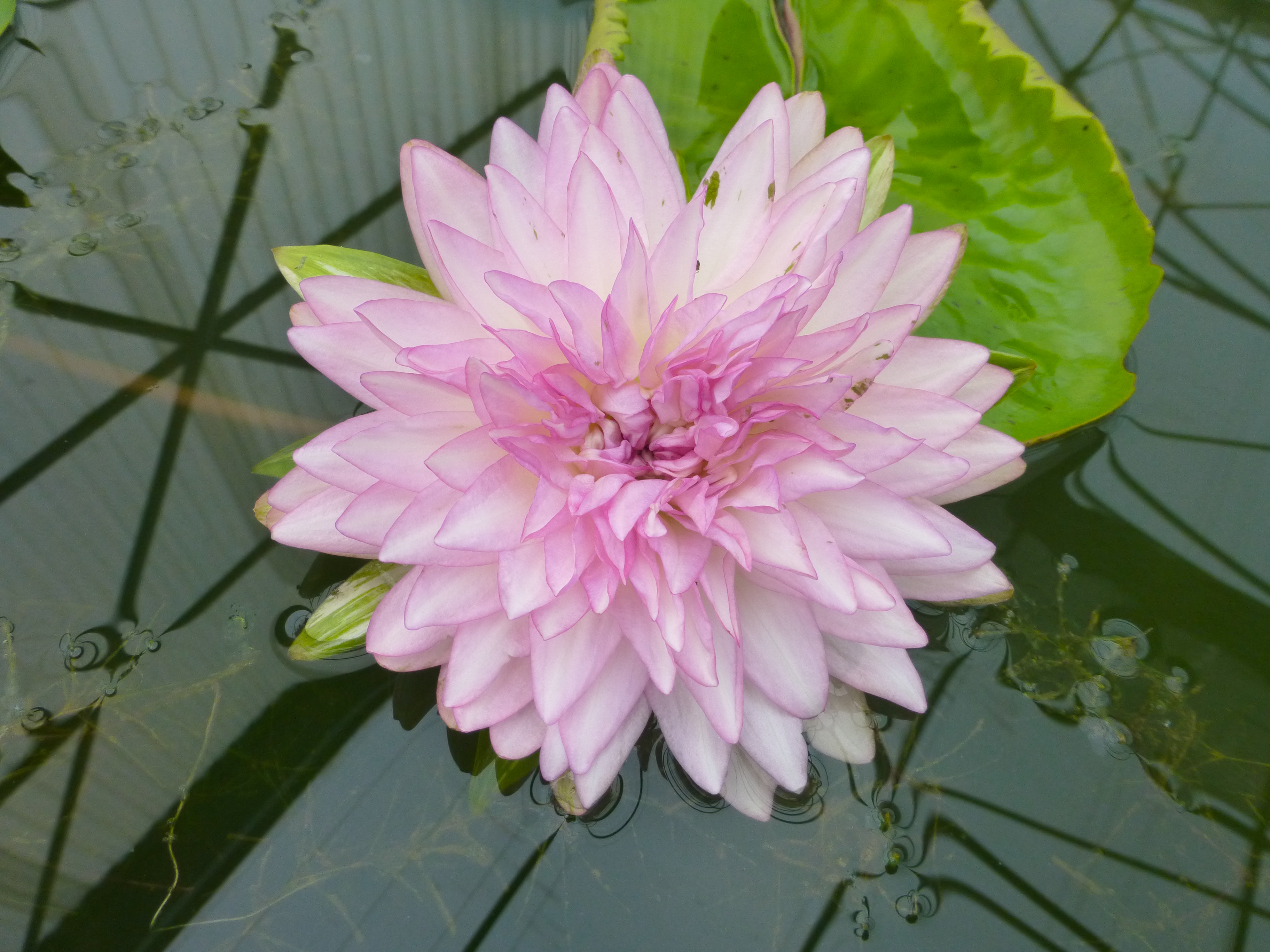
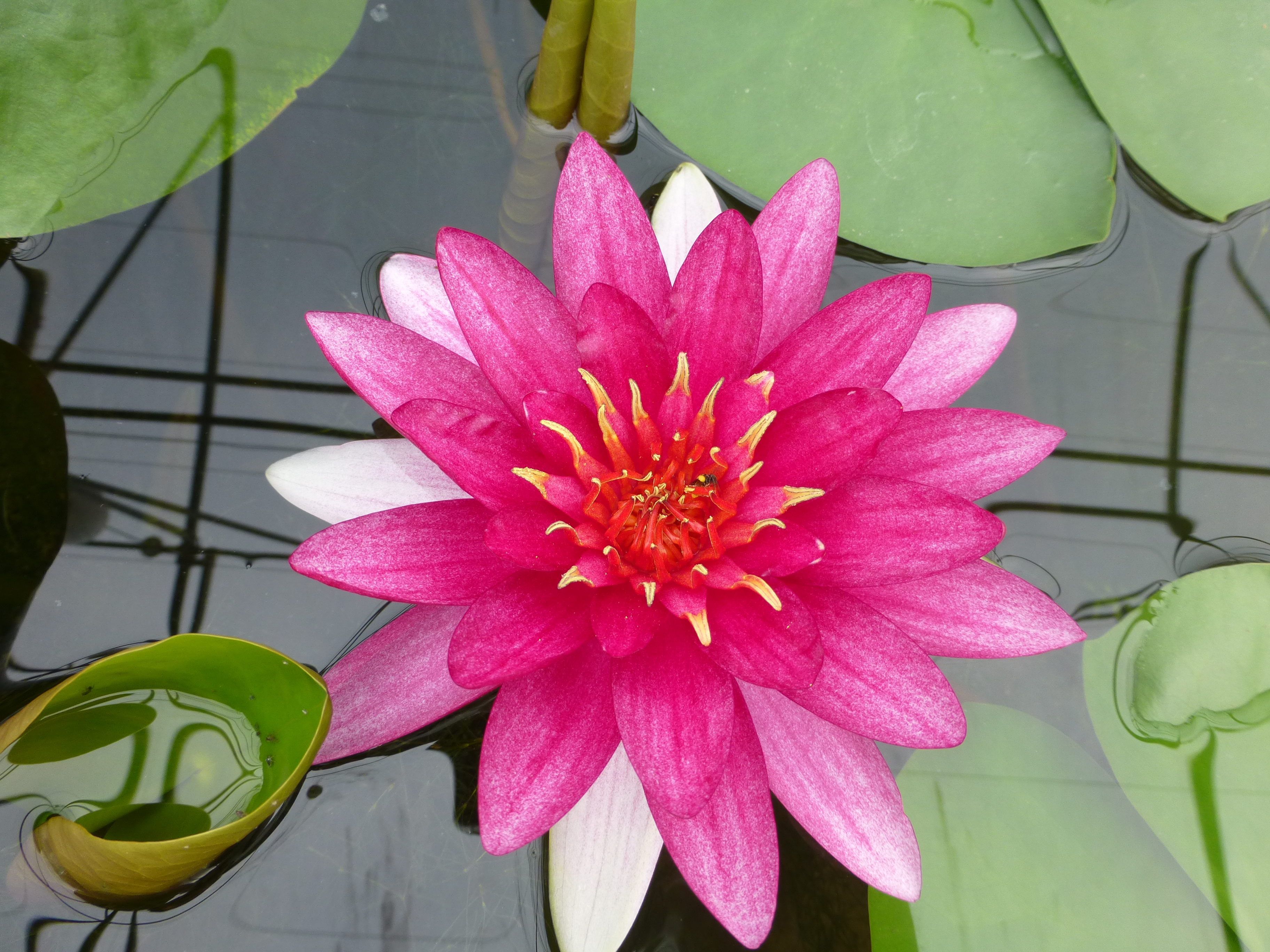
Nymphea "Gloriosa".
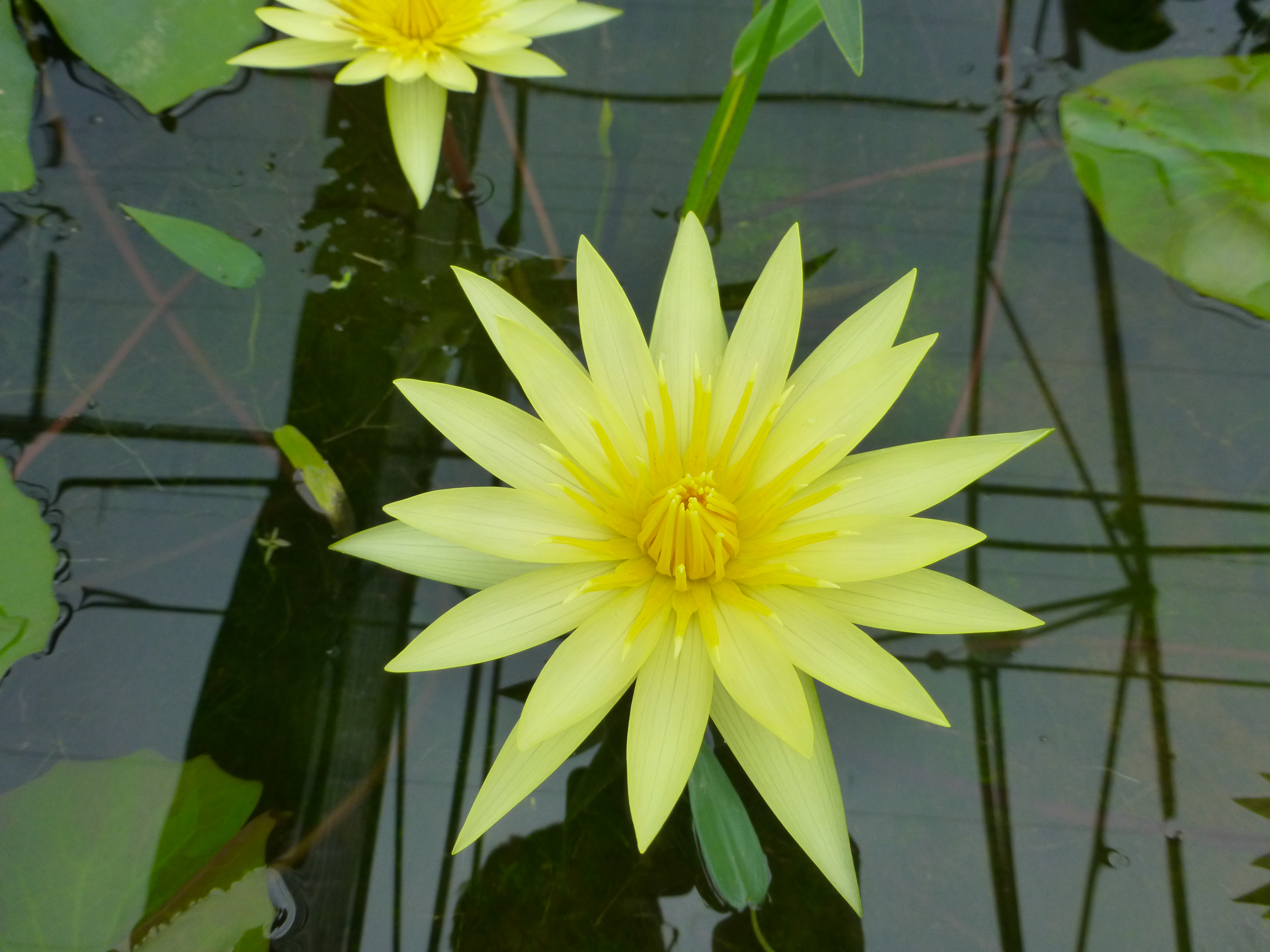
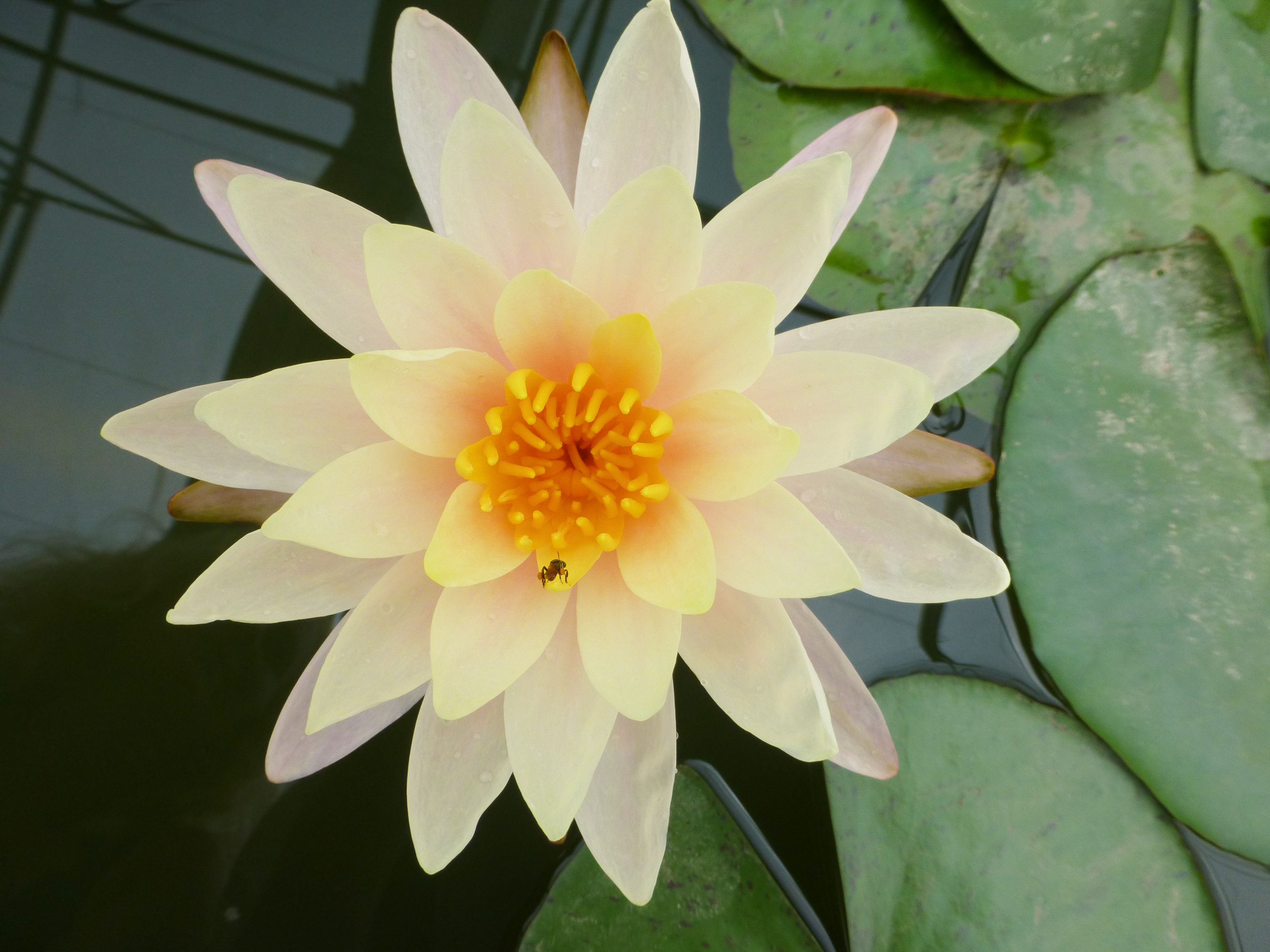